# Muhammad Khatami
Muhammad Khatami (persa: محمد خاتمی) (Ardakan, 29 de setembre de 1943) és un intel·lectual, filòsof i polític iranià. Va ser el President de l'Iran entre 1997 i 2005.
Va ser triat per aquest càrrec el 23 de maig de 1997, reelegit en el 2001, i va abandonar el govern el 2005 quan Mahmud Ahmadinejad va ser escollit nou president en les eleccions del 24 de juny del mateix any. En les votacions, va rebre el suport de dones i persones joves, ja que durant la seua campanya electoral va prometre millorar la situació de les dones i tenir en compte les demandes de les generacions joves de l'Iran.
A banda del seu idioma nadiu, el persa, també parla àrab, anglès i alemany.

## Biografia
Khatami va obtenir una llicenciatura en Filosofia occidental a la Universitat d'Esfahan, però va interrompre els seus estudis mentre obtenia un magisteri de Ciències de l'Educació a la Universitat de Teheran per dirigir-se a Qom i ací completar els seus estudis anteriors de Ciències Islàmiques. Després de set anys va completar els cursos fins al més alt nivell, Ijtihad. Temps després, va viatjar a Alemanya per dirigir el Centre Islàmic d'Hamburg, càrrec que va ocupar fins a la Revolució iraniana.
Abans d'assumir el càrrec de president, Khatami va ser membre del Parlament de 1980 a 1982; supervisor de l'Institut Kayhan; Ministre de Cultura (de 1982 a 1986, i per un segon període de 1989 fins al 24 de maig de 1992, data en què va renunciar); director de la Biblioteca Nacional de l'Iran de 1992 a 1997 i membre del Consell Suprem de la Revolució Cultural. Addicionalment és membre i president del Consell Central de la Lliga de Clergues militants.

### Presidència
Khatami és considerat el primer president reformista de l'Iran, perquè l'eix de la seua campanya era l'imperi de la Llei, la democràcia i la inclusió de tots els iranians en el procés de presa de decisions polítiques. Tanmateix, les seues polítiques reformistes van provocar diverses disputes amb els líders islàmics conservadors i de línia dura del govern iranià, que controlaven poderoses organitzacions governamentals. Khatami va perdre moltes d'aquestes disputes, i al final de la seua presidència molts dels seus seguidors es van veure desil·lusionats.
Com a president, d'acord amb el sistema polític iranià, Khatami estava subordinat al Líder Suprem de l'Iran, i no tenia autoritat legal sobre moltes institucions estatals clau com ara les forces armades, la ràdio i televisió estatal, entre d'altres.
També, Khatami va presentar al Parlament les anomenades "declaracions bessones" durant la seua administració. Aquestos dos documents legislatius van produir petits però importants canvis a les lleis d'elecció nacional de l'Iran, i, a més a més, presentaven una clara definició del poder del President per prevenir violacions a la Constitució per part de les institucions estatals. Khatami va descriure personalment a les "declaracions" com la clau per a l'avanç de les reformes a l'Iran. Les declaracions van ser aprovades pel Parlament però van ser després vetades pel Consell Guardià iranià.

#### Polítiques econòmiques
Les polítiques econòmiques de Khatami continuaren amb l'esforç del govern anterior per industrialitzar el país. En el pla macroeconòmic, el seu govern va continuar amb les polítiques liberals de Rafsanjani. Per aquest motiu molts crítics del seu govern l'acusen d'haver sigut negligent amb l'economia per fixar-se a la política STM.
El 10 d'abril de 2005, mesos abans de finalitzar el seu mandat, Khatami va esmentar el desenvolupament econòmic, les operacions a gran escala del sector privat en l'economia iranià, i el creixement econòmic en un 6% entre els èxits del seu govern.

#### Política exterior
Durant la presidència de Khatami, la política exterior de l'Iran va canviar de confrontadora a conciliadora. Rebutjava el suposat xoc de civilitzacions i va promoure un Diàleg entre civilitzacions . En conseqüència, les relacions internacionals de l'Iran van millorar, excepte amb els Estats Units, per suspicàcies i desconfiança mútua.
Entre les figures amb les quals Khatami s'ha reunit, consten el Papa Joan Pau II, Koichiro Matsuura, Jacques Chirac, Johannes Rau, Vladímir Putin, Abdelaziz Bouteflika i Hugo Chávez.
Després del terratrèmol a Bam, el 2003, el govern iranià va rebutjar l'oferta d'ajuda d'Israel. El 8 d'abril de 2005, durant el funeral de Joan Pau II, Khatami es va asseure al costat del president d'Israel Moixé Qatsav a causa de l'ordre alfabètic. Temps després, Qatsav va assegurar que entre ells es van donar la mà i conversar. Aquest fet podria haver estat el primer contacte entre l'Iran i Israel des que els seus llaços diplomàtics es van tallar el 1979. Tanmateix, quan va tornar a l'Iran, Khatami va ser durament criticat pels conservadors per haver "reconegut" Israel en parlar amb el seu president. En conseqüència, els mitjans estatals van reportar que Khatami negava vehementment les declaracions del president d'Israel.

### Després de la presidència
- El 2 de setembre de 2005, el Secretari General de les Nacions Unides, Kofi Annan, designa Khatami com a membre de l'Aliança de Civilitzacions.
- El 28 de setembre de 2005 Khatami es retira, després de 29 anys de servei en el govern.
- El 14 de novembre de 2005 urgeix a tots els líders religiosos lluitar per l'abolició de les armes químiques i biològiques.
- El 30 de gener de 2006 inaugura el Centre Internacional de Diàleg entre Civilitzacions.
- El 28 de febrer de 2006, en una conferència d'Aliança de Civilitzacions a Doha, Qatar, declara que "L'holocaust és un fet històric". I afegeix que Israel ha fet "un mal ús d'aquest fet històric amb la persecució del poble palestí"[3]
- El 7 de setembre de 2006, durant una visita a Washington DC, crida a un diàleg entre EUA i l'Iran.